# Collection Daniel Bouteiller
 (novembre 2023).
Débutée vers 1973, la collection d’archives cinématographiques Daniel Bouteiller est l’une des plus importantes de ce type au monde, autant par sa qualité que par sa diversité, et permet de dresser un panorama de l’histoire du cinéma, français mais également américain, britannique, italien, bref, international, de ses origines à nos jours. Elle comporte également une grande variété de séries TV, françaises ou étrangères. 
Précieusement collectées depuis quarante années, ces images sont principalement délivrées par les services de presse des compagnies de production et de distribution afin d’assurer la promotion de leurs films, mais également par l'achat de collections ou d'échanges avec d'autres collectionneurs.
Cette collection contenant plus de neuf millions de documents, tirages photographiques noir et blanc et couleurs, ektachromes, diapositives ou affiches de films et images numériques est en évolution permanente. Depuis le début des années 2000, elle fait l'objet d'une numérisation systématique.
Dans le but d’assurer une pérennité à cette collection, Daniel Bouteiller fonde, en 1988, la photothèque Télé Ciné Documentation (TCD)  spécialisée dans le cinéma.
Depuis cette date, TCD collabore activement avec l'ensemble de la presse écrite (Télérama, Télé Poche, Télé Star, Télé 7 Jours, L'Express, Le Monde, the New Yorker…) , télévisuelle (arte, TF1, Canal +,.. ) ou l'édition (Larousse, Nathan, Bordas, Gallimard, Magnard…).